# 下垣内洋一
下垣内 洋一（しもがいち よういち、1934年8月26日 - 2017年10月25日）は、日本の実業家。JFEグループの前身・日本鋼管 (NKK) の元社長。JFEホールディングス相談役で、初代社長だった。

## 略歴
- 1958年:東京大学法学部卒業
- 1987年6月:NKK取締役
- 1989年6月:NKK常務
- 1991年6月:NKK専務
- 1994年6月:NKK副社長
- 1997年6月:NKK社長
- 2002年2月:NKK会長
- 2002年10月:JFEホールディングス社長（共同CEO）
- 2005年:JFEホールディングス相談役[1]

## 功績
NKKの営業のエースとして早くから社長候補と目されていたが、年次の都合で就任は三好俊吉社長の後を受け1997年に。しかし折りしもアジア通貨危機で鉄鋼需要は激減し業績が急速に悪化する。金融危機下でメーンバンクの富士銀行に余力はなく、巨額の有利子負債を抱えるNKKの信用不安が広がって株価も低迷。経営危機を迎えたNKKの立て直しに尽力する。
結果、川崎製鉄と製鉄所間協力を開始し、後に川鉄の江本寛治社長と両社の経営統合を決断。JFE誕生に導く。造船事業では日立造船と包括提携し現在のユニバーサル造船へ分離。LSI事業は富士通へ譲渡。システム会社、エヌケー・エクサ（現・エクサ）は株式51%を日本IBMに売却するなど、矢継ぎ早に手を打ってNKKの有事を乗り切った。2017年10月25日に83歳で死去。